# Rektorat samodzielny św. Rafała Kalinowskiego w Śmignie
Rektorat samodzielny św. Rafała Kalinowskiego w Śmignie – rektorat na prawie parafii rzymskokatolickiej, znajdujący się w diecezji tarnowskiej, w  dekanacie Tarnów Północ.